# 高田站 (福岡縣)
高田站（たかたえき）是一位於日本福岡縣朝倉郡筑前町大字高田，甘木鐵道甘木線沿線的車站。

## 車站構造
高田車站是一位於地面上，僅有1面1線側式月台配置的車站。該站沒有站舎但配有洗手間，站等上屬於招呼站一類。

## 車站周邊
- ポプラ高田店
- デイリーヤマザキ高田店
- 麒麟麥酒福岡工場
- 國道500號

## 歷史
- 1960年（昭和35年）11月1日 - 日本國有鐵道甘木線筑前高田站設站。
- 1986年（昭和61年）4月1日 – 轉換為甘木鐵道，同時改為高田站。

## 相鄰車站
甘木鐵道
■ 甘木線
太刀洗－高田－甘木

## 關連項目
- 日本鐵路車站列表